# Franz Köhler
Franz Köhler (6. ledna 1881 Broumovsko – 13. května 1940 léčebna Paseky u Šternberku) byl československý politik německé národnosti a meziválečný senátor Národního shromáždění ČSR za Německou národně socialistickou stranu dělnickou (DNSAP, nacisté).

## Biografie
Působil jako tajemník nacionálně socialistických odborů a městský radní v Šumperku. Již v roce 1920 se osobně seznámil s Adolfem Hitlerem. Profesí byl koncem 20. let odborovým tajemníkem a členem městské rady v Šumperku.
V parlamentních volbách v roce 1929 získal za Německou národně socialistickou stranu dělnickou senátorské křeslo v Národním shromáždění. Mandát ale pozbyl v listopadu 1933 v důsledku rozpuštění DNSAP československými úřady.
V roce 1934 se kvůli nemoci stáhl z politiky. Nemoci o šest let později podlehl. Byl pohřben v náhrobku v čestné sekci šumperského hřbitova.